# Petit Mont Collon
Der Petit Mont Collon ist ein Berg in den Walliser Alpen, südlich von Arolla nahe der Grenze zu Italien. Er ist 3556 m hoch und wurde im Jahr 1905 erstmals bestiegen.